# 吴淞战役
吴淞战役，是第一次鸦片战争期间发生于中國长江口内吴淞炮台一带的战役。在杭州湾重镇乍浦沦陷后，清政府为了阻止英國军隊北上，并且沿著长江侵入中國大陸，在长江口一侧的吴淞炮台重兵布防。1842年6月16日，英國軍隊进攻吴淞炮台，在激战一日后，最终以英國军隊攻陷吴淞炮台告终。

## 起因
自第一次鸦片战争爆发以后，英军沿中国东南海岸线北上，相继攻克厦门、定海、宁波。早在定海被攻陷后，时任江苏巡抚的梁章钜就意识到上海、宝山两县有可能成为英军接下去的目标。当时，宝山县有兵勇总计3,700余人，火攻船40艘，大小炮340余尊，抬枪248枝。上海县正规军1,800余人，大小炮32尊，抬枪100枝，并另有乡勇200人，配船20艘，水乡团练100人。长江口北侧崇明驻扎有苏松镇标兵3,000人，徐州镇标兵200人。梁章钜有感于军力薄弱，因此在1841年10月6日，下令调集各标营兵总计2,000人分别部署于上海、宝山两县的要隘。到10月17日，梁章钜又再调徐州等地标营1,700人来沪。11月14日，新任两江总督牛鉴抵达吴淞查勘防务，再奏请调河南兵1,000人来沪。
1842年5月18日，英军军舰7艘，2,200余人进抵杭州湾北侧的乍浦海面，并发起进攻。驻守乍浦县城南天尊庙的300名清军全数阵亡，乍浦沦陷。5月28日，在海军司令巴加和陆军司令郭富的指挥下，英军总计7,000余人由乍浦登船，搭乘椋鳥、金髮人、莫德斯特、克里欧、哥倫拜恩、塞索斯特利斯、冥界火河、康华丽、复仇女神号等20余艘舰船，进逼吴淞口。并于6月8日在长江口以东鸡骨礁一带集结，并派船探测航道、封锁长江口。

## 经过

### 战前布防
在多年对吴淞炮台的整修和经过几次加强兵力部署以后，当时驻扎于吴淞镇和宝山县的总兵力在5000人左右。在陆地上，沿吴淞镇至宝山县长达七里左右的堤岸上部署大小炮位，其中大炮总计154门，守军1,300人，此处称之为西炮台。在黄浦江对岸的浦东张家浜处，又有守军1000人和大炮五十门组成东炮台阵地。西炮台由江南水师提督陈化成领苏松镇总兵周世荣亲自坐镇，东炮台由川沙参将崔吉瑞防守。此外，宝山县城作为西炮台后方阵地，由两江总督牛鉴领2000余人驻守，并配备大炮50多门。宝山县西北小沙背一带，由徐州镇总兵王志元带700人驻守，以防英军由长江沿岸登陆，同时支援西炮台。
在水面上，清军水师战船16艘由守备田浩然指挥，停泊于吴淞口内。水师游击管带刘长领新造水轮船4艘及其余巡逻船、运输船等部署于薀藻浜以南黄浦江水面。

### 战事经过
1842年6月13日，英军在巴加和郭富的指挥下，由鸡骨礁抵达吴淞口外长江江面，双方进入临战状态。英军在了解清军设防情况后，决定以“康华丽”号等3艘重型军舰从正面攻击西炮台，“摩底士底”号等4艘轻型军舰利用优势快速突入黄浦江后，向吴淞镇一侧的西炮台和东炮台进行炮击，掩护陆军于吴淞镇附近登陆。
6月16日晨6时，英军发动进攻信号，康华丽号等三艘军舰按原计划驶抵西炮台附近水域，结果遭到陈化成守备的西炮台的阻击。这场炮战持续了4个小时，康华丽号被击中多次，死伤20余人。陈化成亲自操纵火炮轰击敌舰，期间牛鉴曾三次派人持令箭要求陈化成进入宝山县城指挥战事，但均被陈拒绝。直至上午十时许，由于英军军舰暂时撤退调整，毫无舰队作战经验的清军守军以为英军败退，便向宝山县内的两江总督报捷。牛鉴得到捷报后决定亲自前往炮台督阵，遂开宝山县南门，摆出总督仪仗前往西炮台。但在行进了三里以后，被江面近处的一艘英军发现，英军下令炮击总督仪仗。牛鉴受惊从官轿中逃出，随后脱掉朝服，在河南参将陈平护送下逃回宝山县城。随后又弃城逃往嘉定，并在当日夜间抵达太仓。随同逃走的还有宝山县知县周恭寿及2000余名守城官兵。
在战场上，当西炮台展开炮战时，4艘轻型英军舰船突破吴淞口，逼近薀藻浜，向吴淞镇附近进行炮击，当时吴淞镇附近的炮台仅有10门大炮，难敌英军火力。不久，英军陆军登陆，占领吴淞，并从侧后方陆路向西炮台进军。另一方面，在得知总督已逃往嘉定的消息后，小沙背阵地与东炮台阵地的守军都纷自逃亡，小沙背和东炮台落入英军之手。此时的西炮台孤立无援，已经处于英军四面包围的境地。
在此情形下，西炮台也出现了兵士逃跑的现象，陈化成一边指挥炮战，一面阻止逃兵。西炮台的守备韦应福高呼“武官临阵，生死早已置之度外，怕死开逃还算是武官哩”，而把总许攀枝也一同呼喊“主将陈公平时跟我们共饮食，同风露，他求于我们的唯有此一时，谁敢退却一步”，但逃走现象愈演愈烈，最终只剩80余人坚守西炮台。最终，因兵力过于悬殊，陈化成、韦印福、许攀枝等纷纷战死殉国。

## 后续

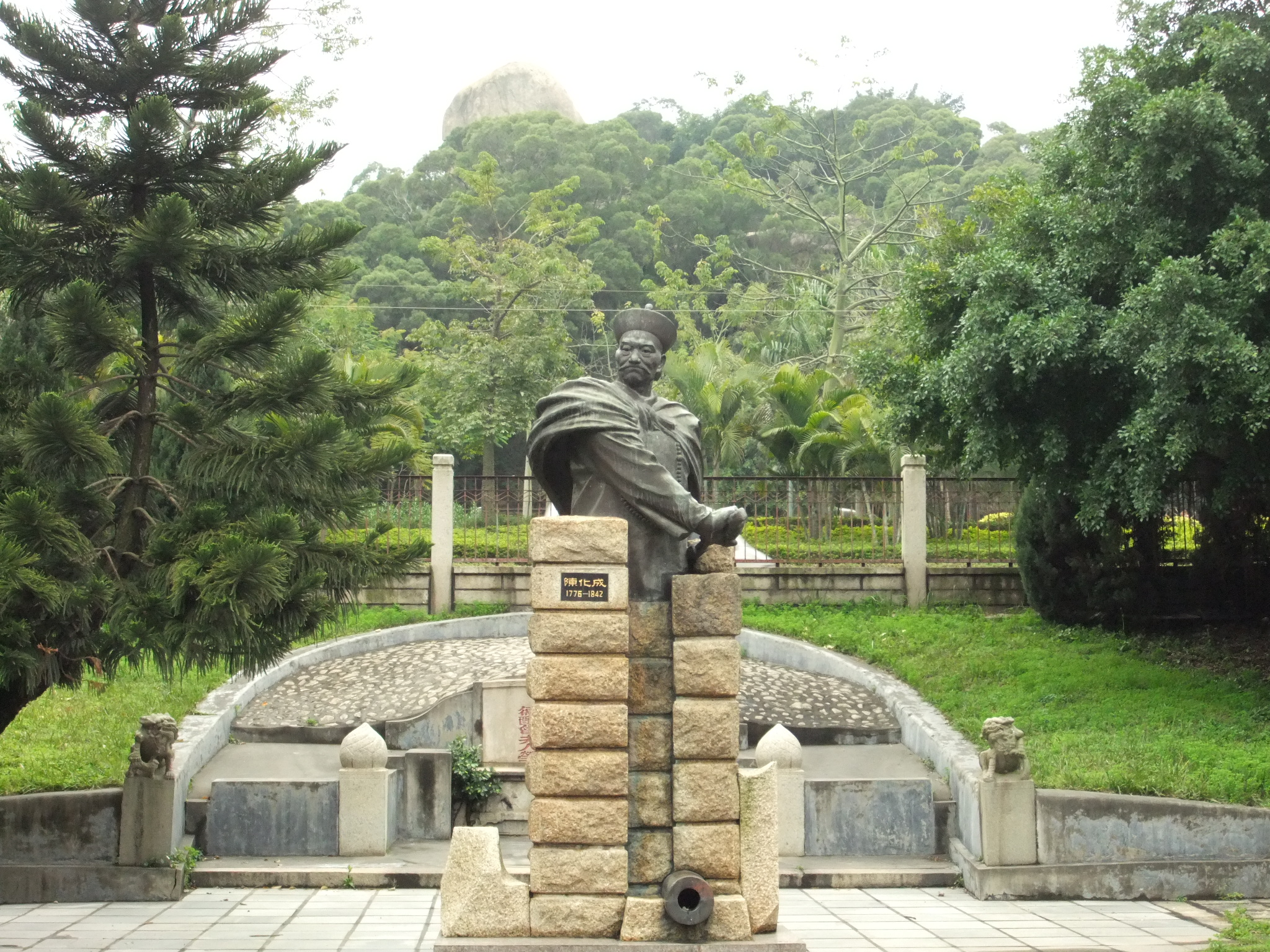
陈化成墓及塑像

在吴淞炮台沦陷后，英军沿路攻入宝山县。次日英军分两路，一路由吴淞南下，另一路由水上溯黄浦江上行往上海县城。由于上海县守军事先得报已经撤离，所以未遇到任何抵抗英军便于当日进入县城。6月23日，英军由上海、宝山两县撤退，重新集结于吴淞口，预备沿长江进攻镇江、江宁两府。
陈化成在吴淞炮台阵亡后，安徽武进士刘国标将其遗体抢出藏于芦苇荡中。八天后，陈化成遗体寻出运往嘉定县城，时嘉定县令练庭璜为陈化成拭去血污，并聘请画家程庭鹭按遗容绘制遗像，灵柩随后运回福建，清朝扬威将军、乾隆帝曾孙奕经命贝青桥为陈化成做挽词
一战甬江口，督臣死提臣走；再战吴淞口，提臣死督臣走；三战乃及金陵城，江涛寂静噤不声，陈将军后谁敢兵。君不见走者皆弃诸市，死者长如生。

### 引用
1. ↑  Bulletins 1842, p. 759
2. 1 2 3  Bulletins 1842, p. 816
3. ↑  Hall & Bernard 1846, p. 326
4. ↑  Hall & Bernard 1846, p. 329
5. ↑  Hall & Bernard 1846, p. 330
6. ↑  . 福建省情资料库. 2010-09-19  [2013-03-10]. （原始内容存档于2016-03-04） （中文）.
7. ↑  . 上海地方志办公室.   [2013-03-10]. （原始内容存档于2015-09-26） （中文）.
8. 1 2 3 4 5 6  . 上海地方志办公室.   [2013-03-05]. （原始内容存档于2020-09-19） （中文（中国大陆））.
9. ↑  . 上海地方志办公室.   [2013-03-10]. （原始内容存档于2020-09-19） （中文）.
10. ↑  . 上海地方志办公室.   [2013-03-10]. （原始内容存档于2020-09-19） （中文）.
11. ↑  . 新民网. 2012-09-05  [2013-03-09]. （原始内容存档于2016-03-04） （中文）.
12. ↑  贝青桥：《咄咄吟》